# Kaleth Morales
Pour les articles homonymes, voir Morales.
Kaleth Morales, né Kaleth Miguel Morales Troya le 9 juin 1984 à Valledupar et mort le 24 août 2005 à Carthagène des Indes, est un chanteur et compositeur de vallenato colombien.

## Biographie
Il meurt quelques heures après un accident de voiture,.
Kaleth a eu deux enfants : une fille, Katrinalieth, et un fils, Samuel Miguel.

## Discographie
- La Hora de la Verdad (2004)
- Único (2005)
- Kaleth Morales en guitarra (2006)